# Мину (остров)
Мину (перс. جزیره مینو‎), также Мухалле (Мухалла, Махалла, Махалле, Джезирет-эл-Махалле) — большой речной остров на крайнем юго-западе Ирана, на границе с Ираком, в междуречье Шатт-эль-Араба и Бахамшира. Примыкает с запада к городу Абадан на острове Абадан. Ограничен на западе рекой Шатт-эль-Араб, на востоке — протокой, рукавом Шатт-эль-Араба. На острове находится город Минушахр (от персидского шахр — «город»). Административно относится к бахшу (району) Мину шахрестана Хорремшехр остана Хузестан.
По Эрзурумскому мирному договору 1847 года остров достался Персии. Основой экономики в XIX веке был сбор фиников, которые вывозились по реке Карун через города Шуштер и Дизфуль в Персию, а также по Шатт-эль-Арабу через Персидский залив в Индию.
Острова Абадан и Мину, а также город Хорремшехр в 2004 году включены в свободную экономическую зону «Арванд».